# Leninsk-Kuzneckij
Leninsk-Kuzneckij (russo Ленинск-Кузнецкий) è una città della Russia, nella Siberia sudoccidentale, sul fiume Inja, nell'oblast' di Kemerovo.

## Altri nomi
La città di Leninsk-Kuzneckij più volte ha cambiato nome:
- 1763-luglio 1922 - Kol'čugino (russo Кольчу́гино)
- luglio 1922-giugno 1925 - Lenino (russo Ле́нино)
- dal 1925  (russo Ле́нинск-Кузне́цкий)

## Società

### Evoluzione demografica
| Anno | Abitanti |
| ---- | -------- |
| 1926 | 19 600   |
| 1939 | 83 000   |
| 1959 | 132 000  |
| 1970 | 128 100  |
| 1979 | 132 100  |
| 1989 | 165 500  |
| 1998 | 116 700  |
| 2005 | 109 300  |
| 2007 | 106 400  |

## Economia
La città è un grosso centro industriale e minerario (carbone, calcare, ghiaia, pietrisco, manganese, oro,), all'interno del bacino del Kuzbass.
La produzione di carbone è pari al 63 % del volume della produzione industriale.
Nella città ci sono cinque miniere di carbone:
- La Miniera Aleksievskaja (in russo Шахта Алексиевская)

Il 19 maggio 2010 in seguito all'incidente nella miniera sono morti due minatori.
- La Miniera Kol'čuginskaja (in russo Шахта Кольчугинская)
- La Miniera in nome di Kirov (in russo Шахта им. С. М. Кирова)
- La Miniera in nome di 7 novembre (in russo Шахта им. 7 Ноября)
- La Miniera in nome di Jaroslavskij

Inoltre nella città sono sviluppati il complesso chimico (Kuzbasselement), la produzione tessile (Leninsk-Kuzneckij Kamvolno-Sukonnyj Kombinat) e agroalimentare (avena, segale, orzo, colture foraggere, suinicoltura, avicoltura, allevamento del bestiame), la produzione della pellice.

## Istruzione
La città conta 30 scuole materne, 26 scuole medie e superiori.

## Medicina
A Leninsk-Kuzneckij ci sono 7 policlinici e 14 ambulatori con circa 450 medici e 1700 infermieri.

## Infrastrutture e trasporti

### Trasporto pubblico
La rete della città conta 14 linee urbane dell'autobus e 3 linee urbane di filobus.

### Auto
Leninsk-Kuzneckij si trova sulla strada statale che collega il capoluogo dell'Oblast' di Kemerovo con la seconda più importante città del Kuzbass, Novokuzneck. A Leninsk-Kuzneckij passa anche la strada statale che collega il Kuzbass e l'Oblast' di Novosibirsk.

### Aereo
L'Aeroporto di Kemerovo dista circa 95 km dalla città; l'Aeroporto di Novokuzneck dista circa 105 km dalla città.

### Treno
La città è un nodo importante ferroviario dove si trova anche una filiale della Ferrovia Siberiana Occidentale delle Ferrovie russe che si occupa di manutenzione della costruzione delle carrozze per il trasporto di carbone.
La ferrovia è arrivata a Leninsk-Kuzneckij con la linea di Kuzbass nel 1915. Nel 1926 è stata aperta la linea ferroviaria Leninsk-Kuzneckij - Gur'evsk. Nel 1934-36 la città diventò un nodo ferroviario importante collegandosi con la linea diretta con Novosibirsk. Nel 1952 con l'apertura della seconda uscita occidentale dalla Sibera via Barnaul (la cosiddetta linea JužSib) la Leninsk-Kuzneckij aumentò ulteriormente la sua importanza come nodo ferroviario.

## Musei

### Museo cittadino di Leninsk-Kuzneckij
Il Museo cittadino di Leninsk-Kuzneckij (russo Ленинск-Кузнецкий городской краеведческий музей), situato all'indirizzo prospettiva Kirova, 51, fondato il 1º dicembre 1934. Nell'edificio attuale il museo si trasferì nel 1954. Nel museo sono conservate le collezioni archeologiche ed etnografiche. La mostra racconta la storia della creazione di Kol'čugino.
Inoltre ci sono i materiali che raccontano la rivoluzione operaia nella città nel 1919. Il museo racconta la storia di 10 Eroi dell'URSS originari di Leninsk-Kuzneteskij. La storia moderna della città è raccontata dalla storia dei Premi e delle Medaglie delle miniere cittadine. Nel reparto della natura sono raccontati tutte le risorse e ricchezze di Leninsk-Kuzneckij.
La collezione paleontologica contiene il cranio e le zanne di un mammut, i resti di Coelodonta antiquitatis, i resti del Bison antiquus, un bisonte che abitava in Siberia 25 000 anni fa.

### Museo della Storia di Vita dei Contadini
Il Museo della Storia di Vita dei Contadini del paese Krasnoe (russo Музей история крестьянского быта с. Красного) fondato il 1º giugno 1989 nel paese Krasnoe a 52 km dalla Leninsk-Kuzneckij. Il 1º novembre 1993 il museo è stato aperto al pubblico. La collezione del museo contiene oggetti di vita dei contadini siberiani dal XIX secolo: vestiti, mobili, stoviglie, mobili e attrezzature di una casa contadina siberiana.

## Sport

### Calcio
La squadra di calcio della città la FC Zarja Leninsk-Kuzneckij gioca nella Pervenstvo Professional'noj Futbol'noj Ligi (la terza divisione del campionato russo di calcio).